# Dorin Goian
Dorin Nicolae Goian (* 12. Dezember 1980 in Suceava, Kreis Suceava) ist ein ehemaliger rumänischer Fußballspieler. Der Innenverteidiger bestritt insgesamt 321 Spiele in der rumänischen Liga 1, der italienischen Serie A, der schottischen Premier League und der griechischen Super League. In den Jahren 2005 und 2006 gewann er mit Steaua Bukarest die rumänische Meisterschaft.

## Karriere

### Verein

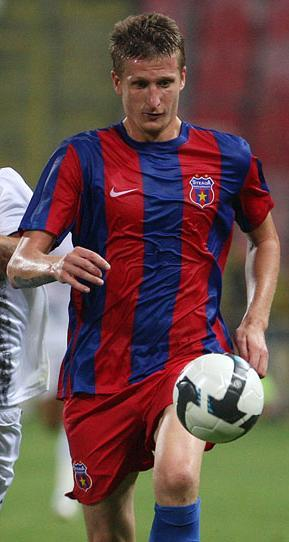
Goian als Spieler von Steaua Bukarest im Jahr 2009

Mit 17 Jahren wurde Goian von Foresta Fălticeni (später Foresta Suceava), einem kleinen Club aus der Nähe von Suceava, verpflichtet, bei welchem er in der zweiten Mannschaft spielen sollte. Zwei Jahre später wurde er in die erste Mannschaft geholt und im Jahr 2000 einige Monate an Gloria Buzău ausgeliehen. Nach seiner Rückkehr spielt er in der Divizia A und Divizia B.
Im Jahr 2003 wechselte er zu FCM Bacău, für dessen Mannschaft Goian eine Saison absolvierte. Dabei bestritt er 26 Spiele und schoss zwei Tore. In dieser Zeit wurde er zum ersten Mal in die rumänische Nationalmannschaft berufen.
Im August 2004 wechselte Goian zu Steaua Bukarest, wo er einen 5-Jahres-Vertrag unterschrieb. Sein erstes Tor für diese Mannschaft schoss er im UEFA-Cup gegen Vålerenga IF. In diesem Wettbewerb schoss er weitere Tore gegen RC Lens, Halmstads BK, SC Heerenveen und FC Middlesbrough und war so als Defensivspieler der erfolgreichste Torschütze seiner Mannschaft.
Im August 2009 unterschrieb er beim italienischen Erstligisten US Palermo einen Vierjahresvertrag. Dort erreichte er das Finale der Coppa Italia 2011, unterlag dort aber Inter Mailand.
Im Sommer 2011 wechselte Goian nach Schottland zu den Glasgow Rangers und unterschrieb dort einen Dreijahresvertrag. Im Jahr 2012 wurden die Rangers in die Scottish Football League Third Division versetzt. Goian wurde daraufhin für ein Jahr an den italienischen Zweitligisten Spezia Calcio ausgeliehen. Nach seiner Rückkehr verließ er im August 2013 Schottland und schloss sich dem griechischen Erstligisten Asteras Tripolis an. Mit seinem neuen Klub qualifizierte er sich am Ende der Saison 2013/14 für die Europa League. Im Sommer 2016 beendete er seine aktive Laufbahn.

### Nationalmannschaft
Sein erstes Spiel in der Nationalmannschaft absolvierte Goian am 16. November 2005 gegen Nigeria. Er konnte sich mit Rumänien für die Fußball-Europameisterschaft 2008 qualifizieren und wurde für das Turnier in den Kader aufgeboten. In den Gruppenspielen lief er in zwei Partien für die Rumänen auf, konnte das Vorrundenaus jedoch nicht verhindern.

## Erfolge

### Verein
Steaua Bukarest
- Rumänischer Meister: 2005, 2006
- Rumänischer Supercup-Sieger: 2006
- UEFA-Cup-Halbfinale: 2006

US Palermo
- Coppa-Italia-Finalist: 2011

Glasgow Rangers
- Schottischer Vizemeister: 2012

## Privates
Goian ist verheiratet und Vater einer Tochter. Sein Bruder Lucian Goian (* 1983) ist ebenfalls Fußballspieler.